# Kserostomia
Kserostomia – suchość błony śluzowej jamy ustnej z powodu uszkodzenia lub usunięcia gruczołów ślinowych. Nie jest to uczucie suchości i pragnienia w upalne dni lub w czasie gorączki, ale stan, kiedy ślinianki produkują zbyt mało (<0,1 ml/min) lub w ogóle nie produkują śliny, podczas gdy organizm jest dobrze nawodniony, nawet po stymulacji (<0,7 ml/min).
Objawami są ból podczas żucia i połykania, zaburzenia odczuwania smaku, problemy z odżywianiem i mówieniem, a stres związany z chorobą może doprowadzić do wycofania się z życia społecznego i depresji. Kserostomia może prowadzić do rozwoju próchnicy kwitnącej, gdyż brak śliny umożliwia szybki wzrost bakterii, a także do powstawania pleśniawek.
Chirurgiczne usunięcie gruczołów śluzowych skutkuje kserostomią. Przyczynami zaburzeń czynności ślinianek, objawiających się suchością błony śluzowej jamy ustnej, mogą być przewlekłe zanikowe procesy zapalne błony śluzowej lub uszkodzenie miąższu ślinianek przez radioterapię. Suchość w jamie ustnej jest jednym z podstawowych objawów zespołu Sjögrena, może występować także w menopauzie i niedoczynności tarczycy. Zaobserwowano również związek między częstością występowania refluksu żołądkowo-przełykowego i kserostomii. Kserostomia może być również wynikiem zażywania metamfetaminy. Wraz z wywołanym metamfetaminą szczękościskiem oraz bruksizmem jest jedną z przyczyn tzw. Meth Mouth.

## Klasyfikacja ICD10
| kod ICD10     | nazwa choroby                   |
| ------------- | ------------------------------- |
| ICD-10: K11.7 | Zaburzenia wydzielania śliny    |
| ICD-10: R68.2 | Suchość w ustach, nie określona |